# Plongeon de la mort

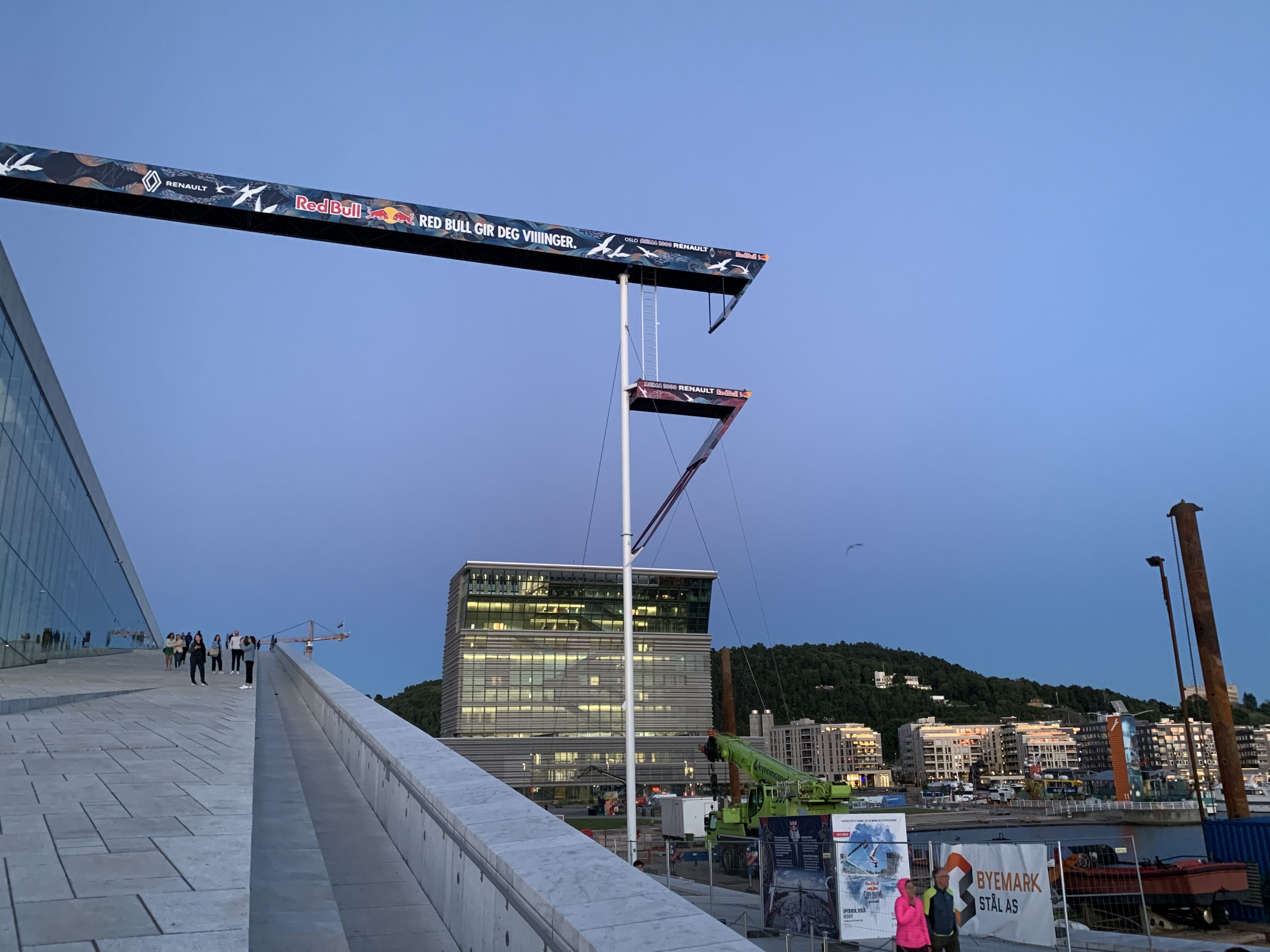
Rampe utilisée dans le cadre des Red Bull Cliff Diving World Series 2022 à Oslo, Norvège

Le plongeon de la mort (døds en norvégien) ou cascade de la mort, est un sport amateur qui consiste à s'élancer d'un plongeoir de dix mètres en tentant de faire croire à ses spectateurs, au cours du saut, que l'on va atterrir en plat comme pour un saut raté, avant de se rassembler au dernier moment en « crevette » pour atténuer l'effet du plat, lorsqu'on atteint l'eau,,. En plongeon de la mort dit « classique », les athlètes s'élancent en étendant les bras et les jambes de manière à former un grand X avec le corps, jusqu'à atteindre l'eau et se recroqueviller en « crevette ». En plongeon de la mort dit « freestyle », les athlètes exécutent différentes figures acrobatiques dans l'air avant d'atteindre l'eau,. Exécuter un plongeon de la mort se dit couramment : faire un dods, en référence au nom norvégien du saut.

## Historique
Il est difficile de dire avec certitude où est née cette pratique mais on peut lire le plus souvent qu'elle serait née à la piscine du quartier de Frogner (Frognerbadet) à Oslo en Norvège, dans les années 1960-1970,. Depuis 2008, une coupe du monde de plongeon de la mort est organisée chaque été à Frognerbadet avec des participants variés,.
Des sauts sont réalisés en pleine nature, offrant des hauteurs de plusieurs dizaines de mètres. Outre les sauts classiques, avec arrivée dans l'eau les pieds les premiers, certains plongeurs tentent des « cascades de la mort » avec un record, en octobre 2024, à 44 mètres, détenu par le français Côme Girardot.